# Кубок Білорусі з футболу 2014—2015
Кубок Білорусі з футболу 2014–2015 — 24-й розіграш кубкового футбольного турніру в Білорусі. Титул втретє здобув БАТЕ.

## Попередній раунд
| Команда 1                   | Рахунок           | Команда 2     |
| --------------------------- | ----------------- | ------------- |
| 22 травня 2014              |                   |               |
| Колос-Дружба (Городище) (3) | 4:4 дч пен. 11:10 | ФК Клецьк (3) |

## Перший раунд
| Команда 1                   | Рахунок         | Команда 2                      |
| --------------------------- | --------------- | ------------------------------ |
| 25 травня 2014              |                 |                                |
| ФК Ружани (А)               | 1:0             | Неман (Мости) (3)              |
| Лівадія (Дзержинськ) (3)    | 2:0             | СКВІЧ (3)                      |
| ФСК Гродненский (А)         | 4:0             | ФК Кобринь (3)                 |
| Вертикаль (Калинковичі) (3) | 4:0             | ЮАС-Строй-ДЮСШ (Житковичі) (3) |
| Барановичі (3)              | 2:1             | Промінь (Мінськ) (3)           |
| ФК Осиповичі (3)            | 1:2 дч          | Беліта-Вітекс (Узда) (3)       |
| Колос-Дружба (Городище) (3) | 7:4             | Слов'янин (Мінськ) (3)         |
| Молодечно-ДЮСШ-4 (3)        | 0:0 дч пен. 6:5 | Приозер'є (Верхньодвінськ) (3) |
| ФК Горки (А)                | 2:1             | ФК Орша (3)                    |
| МКК-Дніпро (Рогачов) (3)    | 0:2             | Партизан (Мінськ) (3)          |
| 26 травня 2014              |                 |                                |
| АК Ждановичі (3)            | 1:0 дч          | Торпедо (Мінськ) (3)           |
| 27 травня 2014              |                 |                                |
| Енергозбут-БСАТУ (А)        | 0:3 дч          | Крумкачи (Мінськ) (3)          |

## Другий раунд
| Команда 1                   | Рахунок         | Команда 2                |
| --------------------------- | --------------- | ------------------------ |
| 10 червня 2014              |                 |                          |
| Партизан (Мінськ) (3)       | 1:1 дч пен. 3:1 | ФК Жлобин (3)            |
| 11 червня 2014              |                 |                          |
| ФСК Гродненский (А)         | 1:0             | Смолевичі-СТІ (2)        |
| Барановичі (3)              | 1:1 дч пен. 3:2 | Береза-2010 (2)          |
| Колос-Дружба (Городище) (3) | 0:3             | Ліда (2)                 |
| Крумкачи (Мінськ) (3)       | 0:3 дч          | Хімік (Світлогорськ) (2) |
| Вертикаль (Калинковичі) (3) | 0:6             | Граніт (Мікашевичі) (2)  |
| Беліта-Вітекс (Узда) (3)    | 0:5             | Зірка-БДУ (Мінськ) (2)   |
| Лівадія (Дзержинськ) (3)    | 0:1             | Хвиля (Пінськ) (2)       |
| ФК Ружани (А)               | 0:11            | ФК Сморгонь (2)          |
| АК Ждановичі (3)            | 0:0 дч пен. 6:5 | ФК Слонім (2)            |
| ФК Горки (А)                | 0:7             | Гомельзалдортранс (2)    |
| Молодечно-ДЮСШ-4 (3)        | 0:2             | ФК Городея (2)           |

## Третій раунд
| Команда 1                | Рахунок         | Команда 2         |
| ------------------------ | --------------- | ----------------- |
| 25 липня 2014            |                 |                   |
| Ліда (2)                 | 0:1             | Слуцьк            |
| Хімік (Світлогорськ) (2) | 1:2             | Гомель            |
| 26 липня 2014            |                 |                   |
| Зірка-БДУ (Мінськ) (2)   | 1:0             | Мінськ            |
| Барановичі (3)           | 1:2             | Динамо-Берестя    |
| Хвиля (Пінськ) (2)       | 2:4             | ФК Іслоч (2)      |
| АК Ждановичі (3)         | 0:4             | Нафтан            |
| Гомельзалдортранс (2)    | 2:1             | Славія-Мозир (2)  |
| ФК Городея (2)           | 0:0 дч пен. 3:2 | Торпедо-БелАЗ     |
| ФК Сморгонь (2)          | 0:2             | Дніпро (Могильов) |
| ФСК Гродненский (А)      | 1:4             | Білшина           |
| Граніт (Мікашевичі) (2)  | 1:0             | Річиця-2014 (2)   |
| 27 липня 2014            |                 |                   |
| Партизан (Мінськ) (3)    | 1:3             | Вітебськ (2)      |

## 1/8 фіналу
| Команда 1             | Рахунок         | Команда 2               |
| --------------------- | --------------- | ----------------------- |
| 23 серпня 2014        |                 |                         |
| ФК Іслоч (2)          | 1:1 дч пен. 4:5 | Граніт (Мікашевичі) (2) |
| Нафтан                | 1:2             | Вітебськ (2)            |
| Білшина               | 1:0             | Зірка-БДУ (Мінськ) (2)  |
| 24 серпня 2014        |                 |                         |
| Німан                 | 5:4 дч          | Гомель                  |
| Гомельзалдортранс (2) | 0:2             | Динамо-Берестя          |
| 24 вересня 2014       |                 |                         |
| Шахтар (Солігорськ)   | 1:0             | ФК Городея (2)          |
| 11 жовтня 2014        |                 |                         |
| БАТЕ                  | 2:1 дч          | Слуцьк                  |
| 13 жовтня 2014        |                 |                         |
| Дніпро (Могильов)     | 0:1             | Динамо (Мінськ)         |

## Чвертьфінали
| Команда 1                   | Заг.   | Команда 2           | 1-й матч | 2-й матч |
| --------------------------- | ------ | ------------------- | -------- | -------- |
| 21/22 березня/4 квітня 2015 |        |                     |          |          |
| Білшина                     | 1:2    | Динамо-Берестя      | 0:0      | 1:2      |
| БАТЕ                        | 3:1    | Німан               | 1:0      | 2:1      |
| Динамо (Мінськ)             | 4:3 дч | Вітебськ (2)        | 1:2      | 3:1 дч   |
| Граніт (Мікашевичі) (2)     | 0:3    | Шахтар (Солігорськ) | 0:0      | 0:3      |

## Півфінали
| Команда 1           | Заг. | Команда 2       | 1-й матч | 2-й матч |
| ------------------- | ---- | --------------- | -------- | -------- |
| 15/29 квітня 2015   |      |                 |          |          |
| Шахтар (Солігорськ) | 2:1  | Динамо-Берестя  | 0:0      | 2:1      |
| БАТЕ                | 3:1  | Динамо (Мінськ) | 0:0      | 3:1      |

## Фінал
| 24 травня 2015 16:00 (UTC+3) |

| БАТЕ                                                     | 4:1      | Шахтар (Солігорськ) |
| -------------------------------------------------------- | -------- | ------------------- |
| Гордійчук 52' В.Родіонов 61' Карницький 65' Сигневич 73' | Протокол | Комаровський 72'    |

| Центральний стадіон, Гомель Глядачів: 9 100 Арбітр: Ігор Крук |